# Warszawa Główna Wąskotorowa
Warszawa Główna Wąskotorowa – dawna stacja kolejowa w Warszawie. Łączyła się linią kolejową ze stacją Warszawa Mokotów.